# Messbecher

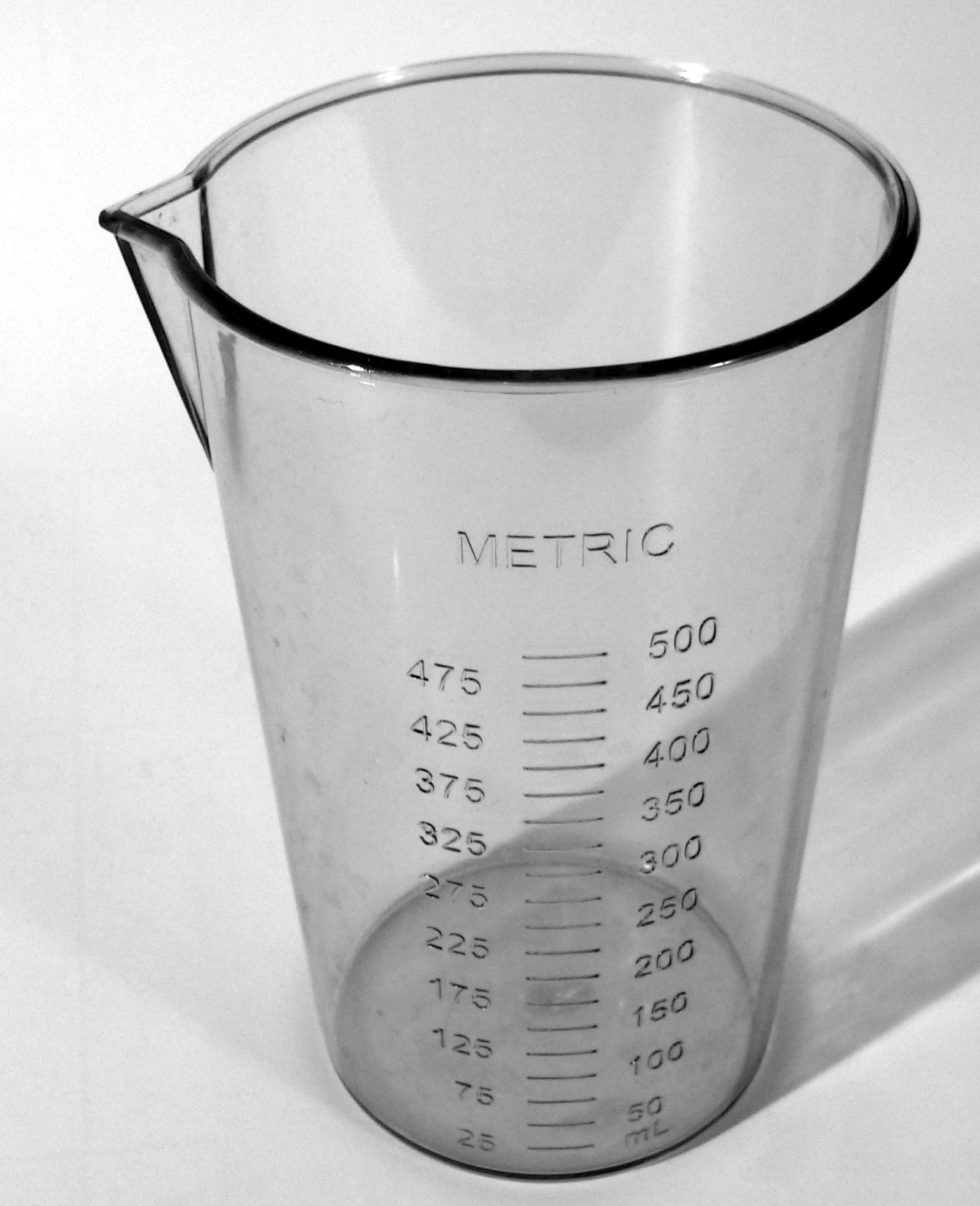
Moderner Messbecher

Ein Messbecher, auch Litermaß, ist ein Messgefäß, mit dem Flüssigkeiten und Lebensmittel abgemessen werden können.

## Aussehen

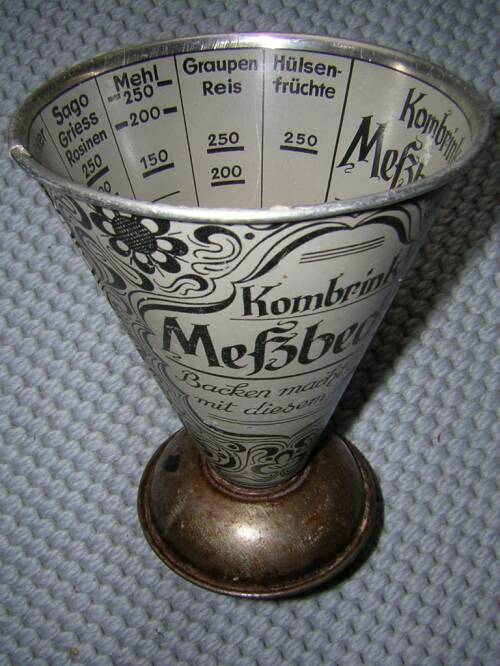
Historisches Küchenmaß aus Metall

Messbecher können aus Metall oder aus Glas bestehen, am häufigsten sind aber Messbecher aus Kunststoff. Bei Metall befinden sich die Maßangaben auf der Innenseite, bei durchsichtigem Glas und Kunststoff auf der Außenseite. Je nach Art des zu bemessenden losen Lebensmittels differieren die Abstände der Messstriche und die Maßeinheiten. Flüssigkeiten werden in Litern oder Kubikzentimetern angegeben, die Ablesung erfolgt dabei immer auf Höhe des waagrechten Flüssigkeitsspiegels, dem sogenannten Meniskus, bei wässrigen Flüssigkeiten am tiefsten Punkt davon. Um Ablese- und Messfehler zu vermeiden, sollte das beobachtende Auge in einer Ebene zum Flüssigkeitsspiegel sein (d. h. das Messgefäß wird dazu entsprechend angehoben oder der Sehpunkt des Auges abgesenkt, „schräg hinunterschauen“ verfälscht das Ergebnis).
Für die Zubereitung von Cocktails gibt es spezielle Messbecher, die Jigger oder deutsch Barmaß genannt werden und meist nur ein kleines Volumen (bis etwa 60 ml) aufweisen.
Messbecher sind häufig kegelförmig, da gegenüber zylindrischer Form bei geringerer Füllmenge auch der absolute Ablesefehler kleiner ist.
Derartige Messbecher, sogenannte Küchenmaße, können auch mit dem Volumen von Gewichtsanteilen geeicht sein, beispielsweise „Zuckerskala: 100 g, 200 g, …“ oder „Mehl: 100 g, 200 g,…“. Solche Messbecher ersparten früher den Ankauf einer (teuren oder Platz verbrauchenden) Küchenwaage und können bei einer Zubereitung Zeit sparen helfen. Typische Schüttgüter für diese Verwendung sind Mehl, Reis oder Zucker.
In Industrie und Wissenschaft verwendet man häufig Messzylinder oder geeichte Bechergläser. Im Chemielabor wurden Messbecher früher auch als Mensur bezeichnet, insbesondere solche ohne Skala.